# Costa Rei
Costa Rei is een plaats (frazione) in de Italiaanse gemeente Muravera.
De plaats lag in de provincie Cagliari totdat deze provincie in 2016 werd opgeheven en Muravera opging in de huidige provincie Sud Sardegna.